# Isla Xizhong
La Isla Xizhong (en chino, 西中島; pinyin, Xizhōng Dǎo) es una gran isla costera situada en el mar de Bohai, en la provincia de Liaoning, al noreste de la República Popular de China.
La isla de Xizhong forma parte de un grupo de islas situadas en la punta de la península de Liaodong: la isla de Changxing se encuentra al norte y la Fengming justo hacia el sur. La isla es parte del distrito de Wafangdian en la ciudad de Dalian.